# Memorial de Guerra Australià
El Memorial de Guerra Australià (Australian Memorial Park) és un monument commemoratiu de la Primera Guerra Mundial, situat prop de Fromelles, França, en commemoració dels australians morts durant la batalla de Fromelles.

## Ubicació
El parc commemoratiu es troba a uns 200 m del VC Corner Australian Cemetery and Memorial, a la mateixa carretera en direcció al poble de Fromelles, a França. Es troba en el punt on les línies alemanyes travessaven la carretera i té diverses fortificacions del camp de batalla supervivent. En comparació, el VC  Corner Cemetery i el memorial de la cantonada es troba aproximadament al punt on les línies aliades travessaven la carretera.

## Inauguració
El Memorial Park va ser inaugurat el 5 de juliol de 1998 per Bruce Scott, ministre australià d'Assumptes dels Veterans, en presència de Ian McLachlan, ministre australià de Defensa. L'obertura d'aquest parc commemoratiu va ser part d'una sèrie d'esdeveniments que van commemorar el 80 aniversari del final de la Primera Guerra Mundial. Es va proporcionar una guàrdia d'honor pel 43è regiment francès d'infanteria, el 10è/27è batalló australià, i a l'obertura del parc commemoratiu van assistir centenars de persones d'Austràlia i França.

## Memorial

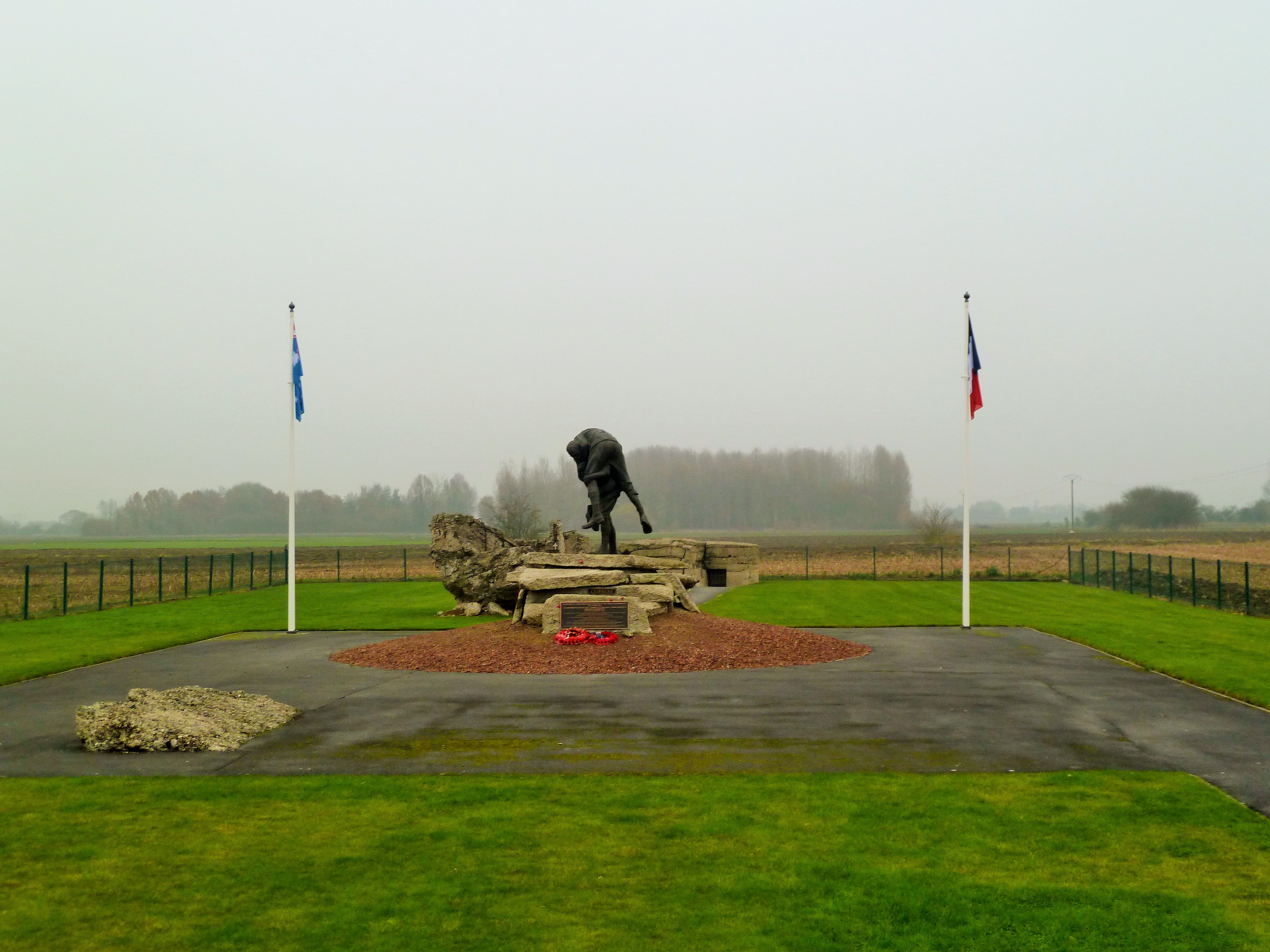
Escultura de cobbers

Cobbers és una destacada escultura de 1998 de Peter Corlett del sergent Simon Fraser rescatant un compatriota ferit de la Terra de Ningú després de la batalla. Una rèplica de l'escultura es troba al Santuari de la Memòria a Melbourne, Victòria. El títol prové d'una carta que Fraser, un granger de Byaduk, Victòria, va escriure pocs dies després de la batalla i que va ser àmpliament citada a la història oficial d'Austràlia de la Primera Guerra Mundial.
Al Parc Memorial s'han celebrat diversos actes commemoratius. El 9 de maig de 2009 es va celebrar un Servei de Memòria per commemorar el 94è aniversari de la Batalla d'Aubers Ridge. El 19 de juliol de 2009 es va celebrar un ofici per commemorar el 93è aniversari de la batalla de Fromelles.